# Champion System Pro Cycling Team
Champion System Pro Cycling Team was een Chinese wielerploeg. Het team kwam in 2012 en 2013 uit in de Pro-Continentale circuits van de UCI. Bekende renners waren: Mart Ojavee en Bobbie Traksel. Voor 2012 kwam de ploeg in de lagere competitie uit, in 2010 heette de ploeg CKT Tmit-Champion System, en reed toen op een Armeense licentie. De ploeg Champion System-Max Success Sports was een opleidingsploeg in 2010, onder een Chinese licentie. In oktober 2013 maakte manager Ed Beamon bekend dat de ploeg eind 2013 op hield te bestaan omdat de hoofdsponsor, Champion System, stopte met het steunen van de ploeg.

## Bekende (ex-)renners
- Gorik Gardeyn (2012)
- Jaan Kirsipuu (2011–2012)
- Bobbie Traksel (2013)
- Cameron Wurf (2012)
- Matt Brammeier (2013)

2010 · 2011 · 2012 · 2013